# سبوج أكاديا
```

```

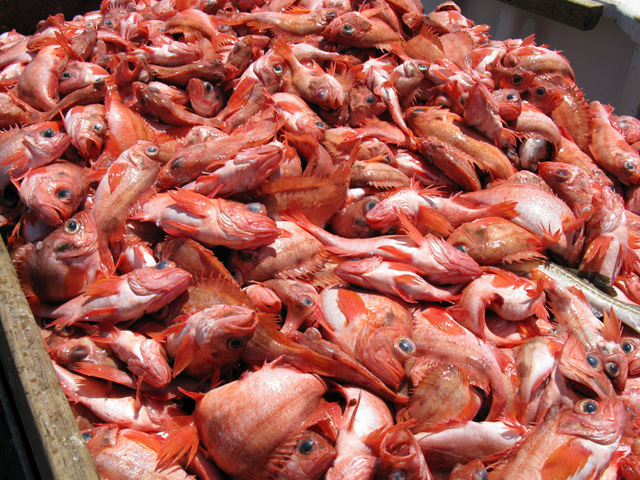
صيد مجموعة من أسماك السبوج الأطلسي

سبوج أكاديا (الاسم العلمي:  Sebastes fasciatus) ، والمعروف أيضًا باسم أسماك سبوج أطلسي، هي أسماك بحرية تعيش في الأعماق العميقة. تنتمي هذه الأسماك لجنس أسماك السبوج التي يعتبر موطنها الأصلي في مياه شمال غرب المحيط الأطلسي.

## الوصف
لون سمكة سبوج أكاديا هو لون برتقالي ضارب للون الأحمر، من الممكن أن تعيش هذه الأسماك حتى عمر 50 عامًا أو أكثر ومن الممكن أن تنمو لطول يقدر حتى حوالي تقريبا 20 بوصة (508 مـم). وهي تشبه إلى حد كبير مظهر  سيباستيس منتيلا سبوج من نوع (الاسم العلمي:  Sebastes mentella) التي تعيش في المياه العميقة. يمكن تمييز النوعين عن طريق عدد الأشعة الناعمة المتواجدة على الزعنفة الشرجية، أو الفحص الداخلي للمثانة الغازية، أو عن طريق الاختبارات الجينية.

## موائله وتوزيعه
تعيش أسماك سبوج أكاديا بشكل أصلي في مياه شمال غرب المحيط الأطلسي، ويتراوح مدى ونطاق تواجدها من فرجينيا وخليج سانت لورانس ونوفا سكوشا وغرب جرينلاند وفي مياه أيسلندا. تتواجد هذه الأسماك في الأعماق التي تتراوح ما بين 70 و 500 متر (230 و 1,640 قدم). حيث تسبح بالقرب من قاع البحر، في المناطق التي تكون ذات طمي طيني أو بالقرب من القيعان الصخرية.

## علم الأحياء
يتكون النظام الغذائي لأسماك سبوج أكاديا على مجموعة متنوعة من القشريات والرخويات والأسماك الصغيرة. موسم السرء لهذه الأسماك هو ما بين أوقات فصل الخريف وحتى أواخر فصل الشتاء. هذا النوع من الأسماك يتكاثر عن طريق بيوضية ولودية، وتنجب الإناث ما بين 15000-20000 أسماك صغيرة كاملة النشوء والتكوين في الموسم الواحد، حيث تقوم بإطلاقها في الماء. تقوم أسماك الهلبوت، وأسماك القد الأطلسي، وأسماك السيف، وفقمة المرفأ، بافتراس أسماك سبوج أكاديا.

## حالة الحفظ
بسبب المعدل البطيء لزمن عملية النمو لهذه الأسماك، وانخفاض الخصوبة لديها، وطبيعتها المسالمة، وجاهزيتها «لأكل أي طعم تقريبًا»، واعتبارها كسمكة رائعة المذاق وبالتالي استهلاكها كغذاء، تم تصنيف أسماك سبوج أكاديا على أنها أنواع مهددة بالانقراض من قبل الاتحاد الدولي لحفظ الطبيعة في عام 1996. ومع ذلك، بسبب جهود الحفظ، ازداد عدد أسماك سبوج أكاديا، وفي عام 2012 تم وصف هذا النوع من الأسماك بأنه تم استعادة أعداده بشكل كامل، وأنه يتم إدارة عملية اصطياده وحصده بوتيرة يسودها المسؤولية، وذلك بموجب القواعد والقوانين الأمريكية.